# Dinho Leme
Ronaldo Poliseli Leme, mais conhecido como Dinho Leme (Campo Grande, 22 de julho de 1949) é um baterista brasileiro.
É conhecido por ter sido membro da banda Os Mutantes.

## Biografia
Começou a tocar bateria em bailes, com 15 anos. Entrou na carreira musical profissional nos anos 60, tocando primeiramente com Ronnie Von e Jorge Ben e, em 1968, entrando oficialmente para Os Mutantes. Após o fim da banda, nos anos 70, Dinho deixou de tocar profissionalmente e dedicou-se a atividades em outras áreas.
Gravou em 1971 o álbum Carlos, Erasmo, de Erasmo Carlos e fez algumas participações especiais, como no show do cantor no Hollywood Rock de 1975, na banda chamada Cia. Paulista de Rock.
Foi curador das duas primeiras edições do Festival de Águas Claras.
Em 2006, mais de trinta anos após o final do grupo, ele voltou à bateria - que não tocava desde a época - para participar de um novo retorno da banda, com Sérgio Dias, Arnaldo Baptista e Zélia Duncan no lugar de Rita Lee, para um show em Londres e posterior excursão pelo Brasil em 2007.
Hoje em dia, além de músico, trabalha com Fórmula Truck e em outros projetos automobilísticos em parceria com seu irmão, o jornalista Reginaldo Leme.